# Cyathostemma acuminatum
Cyathostemma acuminatum là loài thực vật có hoa thuộc họ Na. Loài này được King mô tả khoa học đầu tiên năm 1892.